# L'Empire du management
Pour plus de détails, voir Fiche technique et Distribution.
Dominium mundi, L'Empire du management est un téléfilm documentaire de Gérald Caillat, Pierre Legendre et Pierre-Olivier Bardet, produit pour la chaîne Arte en 2007.
Il a fait l'objet d'un DVD diffusé par Idéal Audience International en automne 2007, d'une durée de 1 h 07 min.
Après La fabrique de l'homme occidental et Miroir d'une nation, L'empire du management est le troisième film réalisé par Gérald Caillat avec et sur un texte de Pierre Legendre.

## Présentation
Le système industriel rivalise avec le grand rêve religieux. 

Le management s'est approprié l'autorité du faste, la sensualité des rituels.

Il produit des liturgies.

  

Notion de système

C'est ainsi que Pierre Legendre présente le téléfilm documentaire dont il est à l'origine et dont il a écrit le texte.
Nous sommes dans un temps, poursuit-il, où triomphent le management, la gestion universelle, scientifique et technique. Mais il faut aussi se poser la question de savoir ce que l'homme devient dans cet univers globalisé, un système industriel surpuissant et un système financier sans frontières. L'EFFICACITÉ est le concept suprême, « l'emblème des relations de jungle dans une ''reféodalisation'' planétaire. » Ce mot est pour lui annonciateur de difficultés, porteur de nouvelles formes d'exploitation diffuse et anonyme. De multiples pouvoirs en réseaux éliminent tout ce qui ne satisfait pas à la compétition. Et l'univers est ainsi en même temps globalisé et éclaté, des réseaux qui se composent et se décomposent au gré des mutations économiques et financières.
L'Occident, à l'origine de cette rapide mutation, redéfinit son histoire et impose aux autres ses valeurs. L'Église la première avait posé ce principe ne n'avoir pas de territoire. Elle est relayée à notre époque par un « management qui a pris possession de la planète » qui, uni à la démocratie, règne sur les états et les nations. La planète, poursuit Pierre Legendre, « appartient à ceux qui savent », pouvoir du savoir sur les masses déboussolées, rêve de fabriquer l'arme absolue pour un pouvoir absolu, ceux qu'il appelle les « vainqueurs cognitifs ».
L'empire du management est un essai documentaire sur un présent vecteur d'avenir voué à une mondialisation dirigée par l'Occident. Cette mondialisation, la caméra de Gérald Caillat est allée à sa rencontre dans des villes typiques de cette évolution qui n'en est qu'à ses prémices : 

- Paris, Genève, Madrid, Athènes pour l'Europe,

- New-York, Phœnix et Stanford pour les États-Unis,

- Tokyo, Pyong Yang, Dakar et Jérusalem pour les autres grandes villes sélectionnées.